# أرون كروز
أرون كروز (بالإسبانية: Aarón Cruz) (25 مايو 1991 سان كارلوس كوستاريكا - ) هو لاعب كرة قدم كوستاريكي يلعب كحارس مرمى، شارك في كأس العالم تحت 20 سنة لكرة القدم 2011.

## وصلات خارجية
أرون كروز على موقع الاتحاد الدولي (مؤرشف)  (الإنجليزية)
- أرون كروز على موقع قاعدة بيانات كرة القدم.إي يو (الإنجليزية)
- أرون كروز على موقع ناشيونال فوتبول تيمز (الإنجليزية)
- أرون كروز على موقع Soccerway.com (الإنجليزية)
- أرون كروز على موقع عالم كرة القدم.نت (الإنجليزية)